# Aquecimento global descontrolado

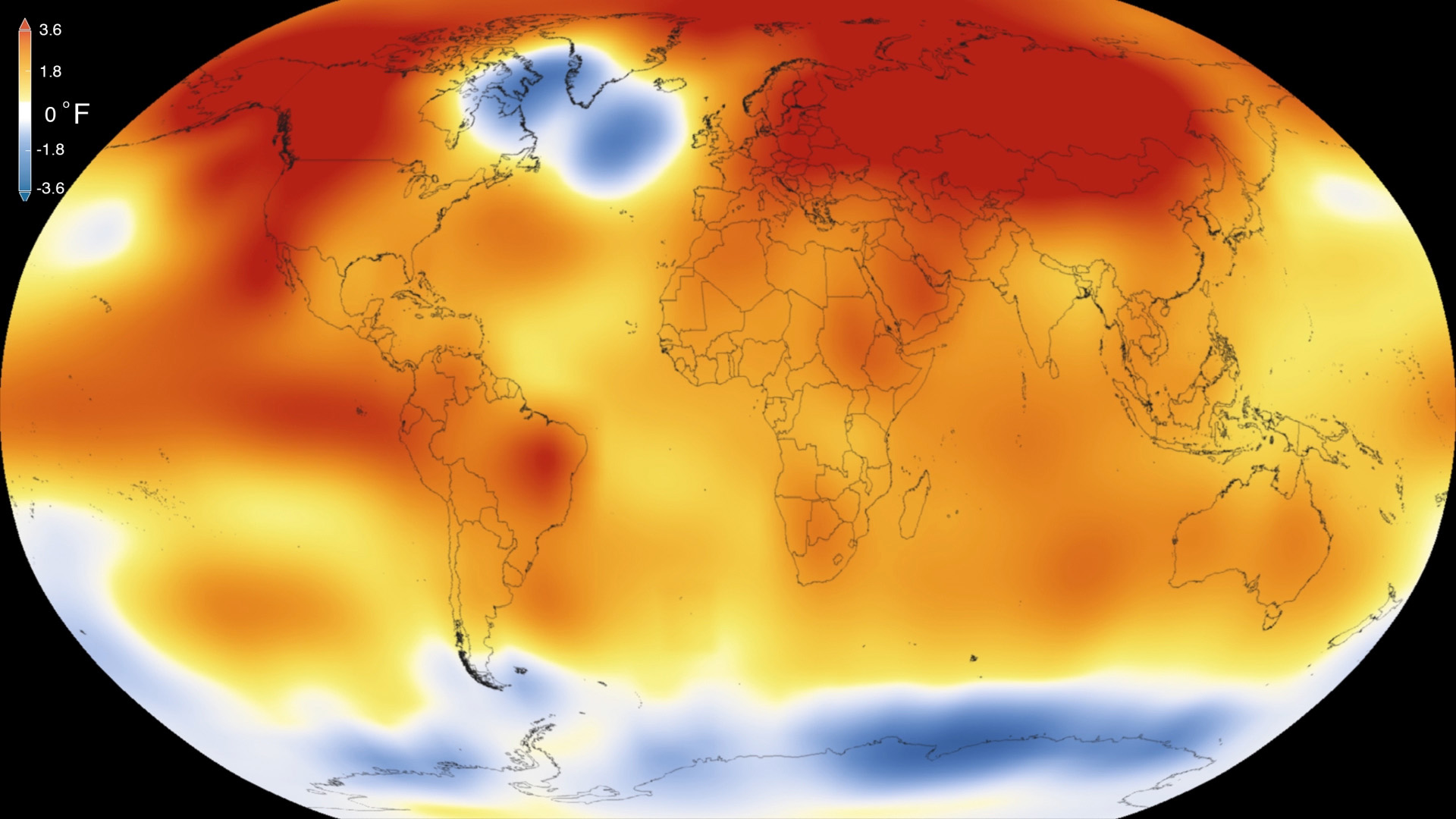
Este gráfico da NASA mostra a intensidade da anomalia térmica global no ano de 2015 em relação à média de 1880. Os últimos anos têm batido recorde sobre recorde em termos de temperatura, e 2016 foi o ano mais quente desde o início dos registros.

Por aquecimento global descontrolado entende-se um evento hipotético em que o processo de aquecimento global ora em curso passe a sofrer realimentação positiva através de um mecanismo interno e não por influência externa, tornando-se incontrolável.
Atualmente o aquecimento global vem sendo produzido essencialmente por influência externa, qual seja: a emissão de gases estufa decorrente das atividades humanas. Se atingido um determinado ponto crítico, a hipótese postula que os mecanismos físicos intrínsecos envolvidos no aquecimento tenderão a se tornar dominantes e passarão a realimentar a si mesmos, em um nível que escapará da capacidade humana de interferir para seu controle. Caso a hipótese se concretize, prevê-se grande elevação da temperatura em um período relativamente curto de tempo, desencadeando consequências devastadoras sobre o meio ambiente e sobre a sociedade humana. A realimentação positiva do aquecimento por mecanismos intrínsecos já foi detectada em vários componentes do problema, mas ainda não se conhece muito bem seu impacto no efeito geral e suas implicações de longo prazo. Mantidas as tendências atuais de emissão, é previsto um aquecimento de até 4,5 °C neste século, ou mesmo mais. Os relatórios do IPCC e uma série de estudos independentes previram que os riscos de mudanças abruptas e profundas no sistema do clima aumentam à medida que as temperaturas sobem, informando que num aquecimento acima de 4 °C os riscos se tornam muito altos, e recomendam conter as emissões de gases estufa nos níveis mais baixos possíveis, a fim de minimizar a ameaça.

## Estabilidade do sistema do clima

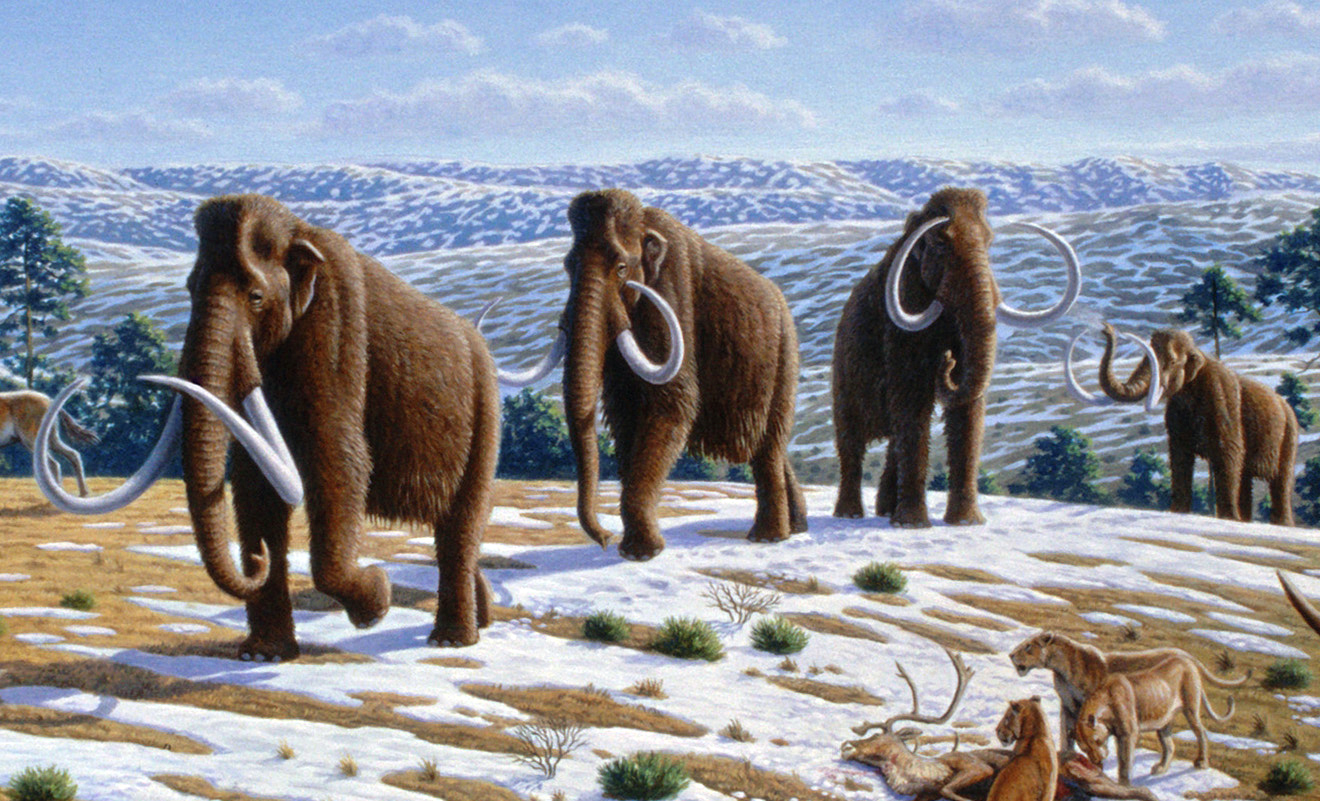
Acredita-se que a extinção em massa do Quaternário pode ter sido causada por uma combinação de mudança climática e caça excessiva pelos hominídeos primitivos.

Mudanças climáticas de grande amplitude já ocorreram na Terra muitas vezes, em virtude de causas naturais. Pelo que se sabe até agora, elas sempre provocaram modificações profundas nos ecossistemas, e provavelmente foram elementos importantes ou mesmo centrais em algumas das extinções em massa pré-históricas. No último 1,2 milhão de anos, desde o fim do período Quaternário, a Terra tem oscilado num ciclo de repetidos aquecimentos e resfriamentos que duram cada um cerca de 100 mil anos, e que têm se mantido dentro de uma estreita faixa de variação. A Terra emergiu do último período frio há cerca de 12 mil anos, e neste breve período se desenvolveu toda a civilização como a conhecemos, cujos rápidos avanços em boa parte se devem graças a condições climáticas bastante estáveis.
A partir da Revolução Industrial, e com crescente intensidade a partir do fim do século XIX, as atividades humanas têm interferido nessa estabilidade através da emissão de vastas quantidades de gases estufa, oriundas da queima de combustíveis fósseis, desmatamento, desperdício de alimentos e outras fontes. Os gases estufa têm a propriedade de reter o calor que a Terra recebe do Sol, e como consequência a temperatura média do planeta aumentou cerca de 1 °C no último século. Embora pareça ser uma mudança insignificante, produz, de fato, efeitos de grande escala, e esse aquecimento tem causado uma série de importantes mudanças nos sistemas biológicos, químicos e físicos que atuam como reguladores da estabilidade do clima.
Entre esses efeitos estão a acidificação, aquecimento e desoxigenação dos oceanos e subida do nível do mar, declínio da biodiversidade, redistribuição de espécies, mudanças no regime de chuva, nos padrões dos ventos e nas correntes oceânicas, derretimento do gelo polar, do permafrost e do gelo de montanha, intensificação dos eventos climáticos extremos como ondas de calor, tempestades e furacões, e alteração na dinâmica das florestas, especialmente nas regiões tropicais. Essas mudanças se somam a outros problemas ambientais, como a poluição, a caça e pesca desenfreadas, o desmatamento, a degradação dos solos, o acúmulo de lixo e outros, e já têm provocado um empobrecimento generalizado dos ecossistemas e impactos diversos sobre a sociedade humana.
A hipótese do descontrole se baseia na suposição de que os sistemas reguladores naturais cheguem a um ponto de saturação das suas capacidades, e passem a atuar na maneira oposta como reforços do aquecimento. A partir deste ponto, mesmo a interrupção das emissões de gases deixaria de ser efetiva e o aquecimento passaria a realimentar a si mesmo. É difícil prever a que níveis chegará um aquecimento descontrolado uma vez desencadeado. Em parte isso se deve a um conhecimento incompleto sobre mudanças climáticas abruptas e sobre as interações entre os mecanismos de realimentação, mas também a diferentes entendimentos do que significa "descontrolado". Para uns significa um aquecimento que desencadeie realimentações positivas suficientes para produzir uma Terra completamente livre de gelo, para outros uma Terra com os oceanos evaporados, e para outros uma Terra semelhante a Vênus, sufocado por um efeito estufa extremo e com temperatura superficial média em torno de 450 °C, processos que ocorreriam ao longo de muitos milênios ou milhões de anos. Outros ainda pensam que deve-se considerar descontrolado o aquecimento apenas "não mitigado", com o ritmo atual de emissões permanecendo como está, sem que a sociedade se esforce para reduzi–las, o que levaria a um aquecimento de 4 a 5 °C num prazo de cem anos, situação que tem sido chamada por alguns cientistas, como James Hansen e Nicole Crescimanno, de "mini-descontrole".
Existe significativa incerteza e polêmica sobre este tema, os estudos são relativamente poucos e seus resultados nem sempre concordam, mas alguns mecanismos de realimentação positiva são bem conhecidos e já estão em operação, embora não se saiba exatamente até que ponto eles estão contribuindo para a situação atual. Porém, a maioria dos cientistas acredita que um aquecimento completamente descontrolado ("contínuo" ou "infinito") ou níveis muito altos são impossíveis de serem produzidos, mas reconhecem que são possíveis temperaturas elevadas o bastante para causar mudanças radicais no planeta, especialmente considerando a perspectiva de longo prazo.

## Limiar de controle e possíveis causas de descontrole
A maioria dos modelos climáticos prevê um aquecimento médio de até 4,5 °C até 2100 se as tendências de emissão de gases continuarem no ritmo atual, mas algumas projeções admitem níveis de até 6,9 °C. Se o ritmo de emissões aumentar, a temperatura média pode aumentar para cerca de 7,5 °C. O ponto crítico a partir do qual o aquecimento se tornaria descontrolado é incerto. Alguns estudos sugerem que ele pode ser desencadeado a partir de um aquecimento de 2 °C, outros sugerem um patamar mais elevado, de 3 a 4 °C. Contudo, evidências do passado climático terrestre indicam que mudanças abruptas ocorreram em condições semelhantes às encontradas atualmente. De acordo com o IPCC, "com o aumento das temperaturas alguns processos físicos ou ecossistemas podem entrar em risco de sofrer mudanças abruptas e irreversíveis. Os riscos associados a tais pontos de ruptura são moderados entre 0 e 1 ºC [nível já observado atualmente]. [...] Os riscos aumentam desproporcionalmente à medida que a temperatura sobre para 1-2 ºC, e se tornam altos acima de 3 ºC devido ao potencial para uma grande e irreversível subida do nível do mar e para a perda de gelo. [...] Os riscos são de altos a muito altos com temperaturas de 4 ºC ou mais".
A partir de previsões produzidas por modelos climáticos computadorizados e de registros paleoclimáticos, estima-se que se desenvolva uma Terra livre de gelo com uma concentração atmosférica de gás carbônico de 800 a 1000 partes por milhão (ppm), produzindo temperaturas médias de até 14 °C superiores às atuais. Projeções sobre o ponto crítico para iniciar a deglaciação variam de 500 a 750 ppm. Atualmente os níveis estão pouco acima de 400 ppm. Os cenários futuros de emissão não mitigada são muito incertos, dependendo da resposta da sociedade, mas alguns modelos projetam níveis de carbono na atmosfera de 620 a 975 ppm até 2100.
Mudanças abruptas podem produzir novos fatores para as temperaturas subirem ainda mais no longo prazo e causarem interações imprevisíveis entre os componentes do clima, com o potencial de se reforçaram mutuamente e/ou criarem efeitos de cascata com reforços sucessivos e múltiplas interações perigosas entre o sistema do clima e os sistemas biológicos. Uma série de eventos pode atuar, em conjunto ou isoladamente, como agentes de ultrapassagem do limiar de controle, pois têm a tendência de se realimentar automaticamente, entre eles:

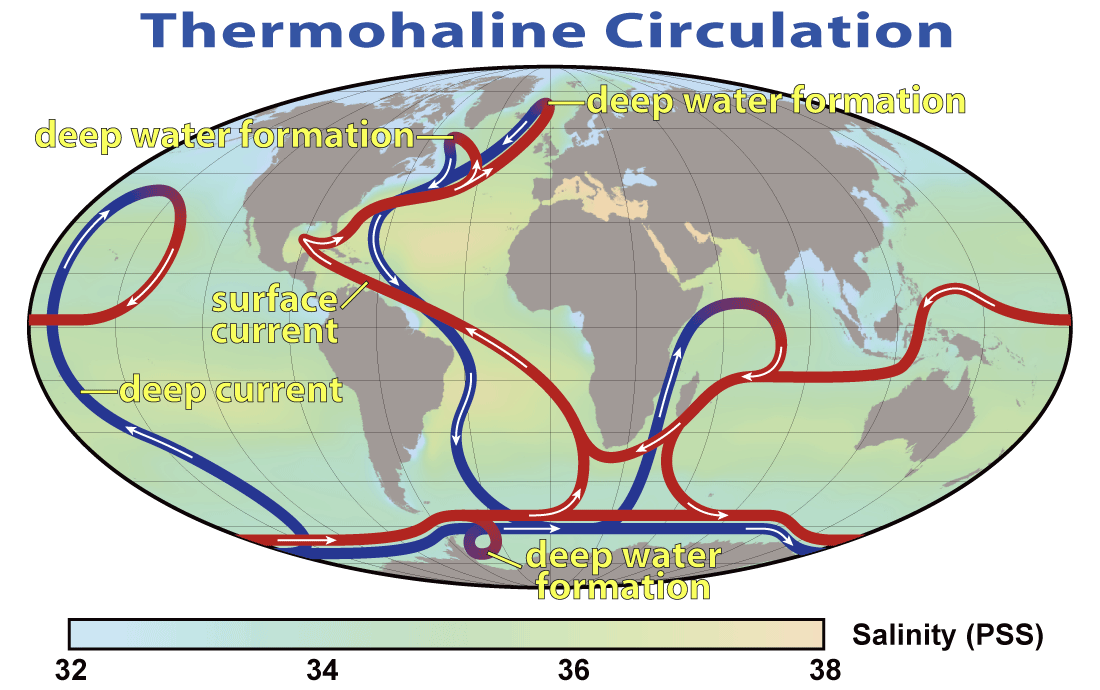
A circulação termoalina.

O declínio do gelo flutuante do Ártico é um dos sinais mais evidentes do aquecimento global. A animação mostra a redução entre 1979 e 2010.

Interrupção da circulação termoalina dos oceanos.
O aquecimento das águas do mar tem mostrado capacidade de alterar a circulação termoalina das correntes marinhas, podendo retardar sua velocidade e, em último caso, pode hipoteticamente causar sua interrupção completa em nível global ou em algumas regiões. Isso faria com que o oceano praticamente estagnasse, impedindo grande parte das trocas gasosas e térmicas entre as camadas superficiais e profundas, aumentaria muito a temperatura da camada superficial da água, provocaria importantes mudanças no ciclo das águas e teria um grande impacto sobre a dinâmica da energia térmica do planeta. O oceano tem sido o grande responsável pelo retardo do aquecimento da atmosfera, absorvendo muito calor, e sem esse elemento regulador a maior parte do calor recebido do Sol permaneceria na atmosfera, aumentando rapidamente seus níveis.
Aumento da evaporação.
Águas mais quentes evaporam em maior quantidade, e um grande aumento na concentração de vapor d'água na atmosfera amplificaria ainda mais o aquecimento, pois o vapor, embora natural, atua como um gás estufa. Mais aquecimento significaria mais evaporação, realimentando o ciclo automaticamente. Essa realimentação é acentuada porque o aquecimento aumenta a capacidade da atmosfera de reter vapor.
Derretimento dos gelos.
Entre as décadas de 1950 e 1990 a espessura do gelo flutuante do Oceano Ártico diminuiu em média de 1 a 3 metros, desde a década de 1970 a dimensão da sua área no período de verão diminui em média de 3 a 4% por década, e desde 2002, com a exceção de quatro anos, em todos os anos a redução anual na área têm batido o recorde do ano anterior. Todas as geleiras de montanha estão em recuo rápido, e grandes áreas da Antártida e Groelândia mostram crescente instabilidade e crescente rapidez de degelo, em taxas superiores às previstas pelo IPCC. O desaparecimento completo do gelo flutuante do Oceano Ártico e a redução da cobertura de gelos terrestres reduziriam significativamente o albedo terrestre, diminuindo sua capacidade de refletir calor de volta para o espaço. Com menos reflexão, a temperatura aumenta, o degelo progride e menos calor é refletido, iniciando um ciclo de autorreforço.
Derretimento do permafrost (solo congelado).
O permafrost contém um vasto estoque de gases estufa, especialmente na forma de metano. Mais e mais áreas de permafrost vem sendo perdidas anualmente, e à medida que o aquecimento progride, projeta-se que grandes quantidades de gases estufa sejam liberadas para a atmosfera, amplificando o aquecimento. Este solo congelado existe principalmente em torno do Ártico, que tem aquecido duas vezes mais rápido do que a média global. Nas últimas décadas a fronteira sul do permafrost recuou de 30 a 80 km, conforme a região. Mais aquecimento produz mais degelo, realimentando o ciclo. O derretimento do permafrost é hoje considerado um dos elementos de maior peso num possível descontrole climático.
Decomposição dos clatratos.
Uma vasta quantidade de metano atualmente está estocada no fundo os oceanos na forma de clatratos ou hidratos de carbono. Esses clatratos são estáveis em temperaturas frias, mas se decompõem com o aquecimento do oceano e liberam metano. Existe mais carbono na forma de clatratos do que em todos os depósitos de combustíveis fósseis do mundo. Se todo ele for liberado, o aquecimento resultante seria muito elevado. Mais aquecimento produz mais decomposição, realimentando o ciclo.
Degradação e redução das florestas tropicais e boreais.
As florestas são importantes reguladoras do clima e grandes captadoras de carbono, mas as tropicais são as mais desmatadas do mundo, e sua área tem reduzido aceleradamente nos últimos 50 anos. Já as boreais são impactadas pela mudança de temperatura, incêndios e invasão por espécies exóticas competitivas. Ao mesmo tempo, o aquecimento global tem causado outros problemas para sua conservação, intensificando as secas e os incêndios florestais, modificando o padrão de chuvas, reduzindo a umidade do solo e alterando o ciclo dos nutrientes. Como a floresta é dependente da biodiversidade para sua conservação, a invasão por espécies exóticas e a redução nas populações de animais em função do aquecimento exercem um importante impacto adicional. Além disso, as perdas de ecossistemas, florestas e biodiversidade contribuem para aumentar o aquecimento global pela liberação para a atmosfera de grandes quantidades de carbono estocado nas formas vivas e pelas mudanças que induzem no equilíbrio entre biomassa e energia. Mais carbono na atmosfera aumenta o aquecimento, que produz mais degradação dos ecossistemas, realimentando o ciclo.
Dispersão de nuvens.
Uma simulação de 2019 prevê que, se três vezes o nível atual de dióxido de carbono atmosférico for atingido, as nuvens estrato-cúmulo poderiam se dispersar abruptamente, contribuindo para um aquecimento global adicional de até 8 °C.

## Impactos
A sociedade humana floresceu dependendo diretamente da riqueza da biodiversidade e das condições estáveis do clima. A perda desses elementos inevitavelmente significará vastos prejuízos para a agricultura, a pecuária, a silvicultura e a aquacultura, crises de energia, fome, pobreza e problemas de saúde em larga escala, colapso de sistemas de apoio vitais, inundação extensa das zonas costeiras, migrações em massa da população e extensos prejuízos econômicos, podendo levar à ruína dos atuais sistemas produtivos e mercados e à desestruturação dos governos e da sociedade de um modo geral, que se veria mergulhada em múltiplos e permanentes conflitos violentos entre grupos e nações disputando energia, água, alimento e outros recursos num cenário ambiental cada vez mais hostil à sobrevivência e com uma população em contínuo crescimento.
É um consenso que as temperaturas atuais já causaram um aumento sem precedentes nos desastres climáticos. Os desastres climáticos sozinhos causaram entre 1995 e 2015 a perda de mais de 600 mil vidas, e afetaram direta ou indiretamente mais de 4 bilhões de pessoas. O custo econômico desses desastres subiu de 64 bilhões de dólares entre 1985 e 1994 para 154 bilhões entre 2005 e 2014, segundo dados da ONU. Um clima profundamente alterado como numa situação de aquecimento descontrolado deve catapultar esses números.

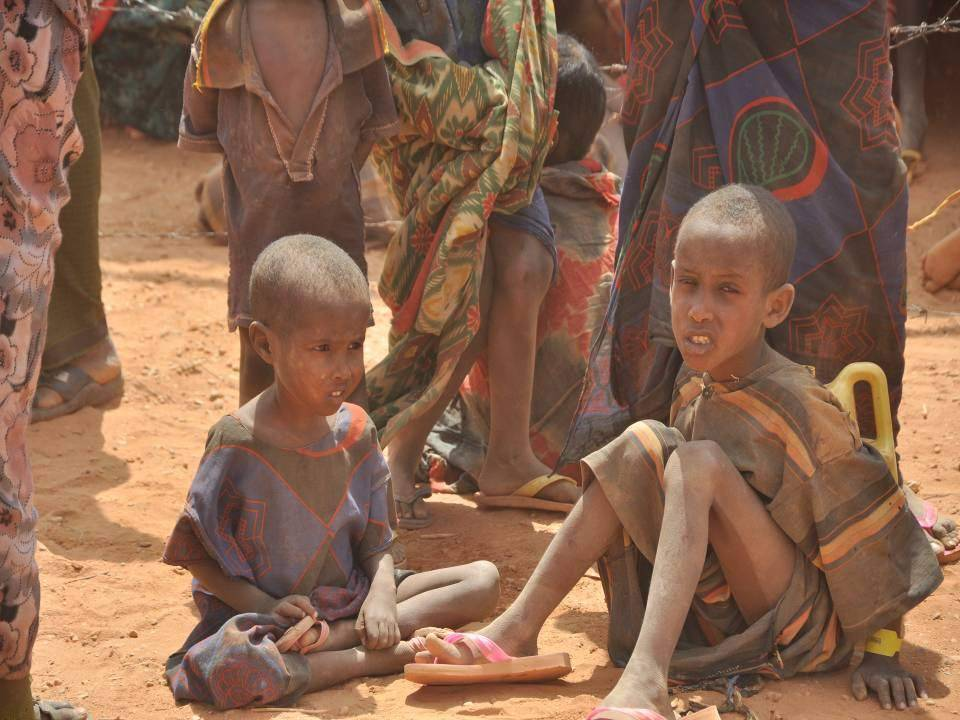
Refugiados climáticos no campo de Dolo Odo na Etiópia.

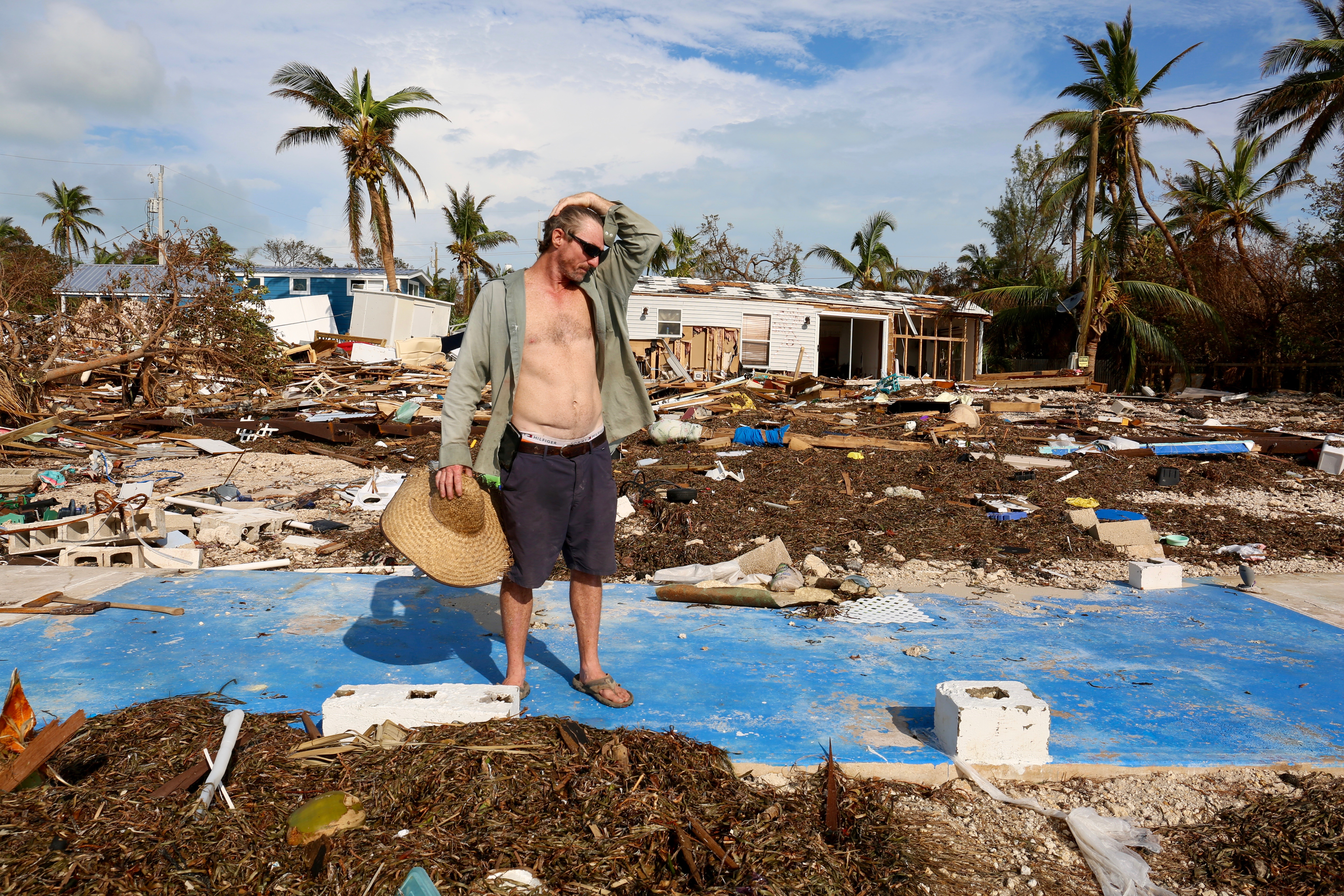
Destruição causada pelo Furacão Irma na Flórida.

Não é possível estimar com precisão os impactos de um aquecimento descontrolado, dependendo de múltiplas variáveis e do nível a que o aquecimento chegar no final, mas é virtualmente certo que mesmo os impactos decorrentes de elevações moderadas de temperatura, fruto apenas da persistência das tendências atuais de emissão sem ações significativas de mitigação, serão vastos e generalizados, a ponto de poder exceder a capacidade dos sistemas biológicos e humanos de responder e se adaptar. Assim, a amplitude final do aquecimento e a extensão dos seus impactos dependem diretamente da quantidade de gases que a humanidade lançar na atmosfera, e daqueles liberados indiretamente pelo degelo do permafrost, decomposição de clatratos e outras fontes de realimentação antes mencionadas. A ultrapassagem de múltiplos limiares de controle aumenta desproporcionalmente os riscos de elevações maiores na temperatura. Mesmo se vier a ser controlado, alguns efeitos negativos do aquecimento devem perduram por milênios, devido ao longo período de atividade de alguns gases estufa. As extinções de espécies e mortes de pessoas causadas por ele são irreversíveis.
Mesmo com elevações discretas na média global, de 1,5 a 2 °C, ondas de calor extremo devem se tornar corriqueiras em todo o mundo, os dias mais quentes do ano podem chegar a ser até 3 °C mais quentes, e centenas de milhares de pessoas passariam a enfrentar pobreza e escassez de água, alimentos e outros recursos básicos. Devem ocorrer também amplas modificações em todos os biomas e um substancial empobrecimento na biodiversidade global.
Mudanças climáticas ocorridas na Pré-História são valiosos indicadores do que pode acontecer com o processo atual de aquecimento. Aquecimentos de 1 a 2 °C causaram no passado significativas mudanças nas zonas climáticas da Terra e grandes rearranjos nos ecossistemas terrestres e marítimos. Sustentados por longos períodos, aquecimentos modestos como esses causaram no passado substancial redução nos gelos polares e subida de mais de 6 metros no nível do mar. Aquecimentos de 4 a 7 °C no passado provocaram modificações radicais em cerca de 75% dos biomas. Eventos de extinção em massa da Pré-História foram atribuídos a mudanças climáticas produzidas em virtude de grandes emissões de gases estufa por fontes naturais, como vulcões.
A ultrapassagem de múltiplos limiares de controle aumenta desproporcionalmente os riscos de elevações maiores na temperatura. Devido à rapidez com que as mudanças estão ocorrendo, as espécies têm escassas chances de se adaptar ou migrar para regiões mais favoráveis. Com um aquecimento de 3 °C mais de metade da população da Terra poderia ficar pelo menos 20 dias por ano exposta a ondas mortais de calor, sendo obrigada a migrar. É pouco provável que a sociedade global tenha condições de manejar uma mobilização populacional em tal escala. Diversos ecossistemas de grande importância entrariam em colapso, como o Ártico, os corais e a floresta amazônica. Dois bilhões de pessoas poderiam enfrentar escassez permanente de água, a agricultura nos subtrópicos seria inviabilizada, os principais estoques de peixes seriam extintos, fome, pobreza, violência e guerras escalariam globalmente. Nesse cenário, rebeliões e levantes populares massivos se tornariam comuns, populações e culturas regionais inteiras poderiam ser extintas devido a uma combinação de fatores, e os Estados seriam desestabilizados, em meio a ondas de extremismo político e religioso. A globalização poderia ser dissolvida, ou substituída por um sistema em que os grandes conglomerados empresariais se tornariam mais poderosos que os Estados.
3 ou 4 °C poderiam ser o bastante para decretar o degelo completo e irreversível do Ártico e Groelândia, levando a uma subida de mais de 7 metros no nível do mar e expulsando centenas de milhões de pessoas de seus lares. 4 °C representaria para o mundo um prejuízo de 23 trilhões de dólares anuais. Os indicadores atuais projetam um aquecimento e impactos ainda maiores até 2100 se as tendências não forem mudadas rapidamente, e é provável que uma elevação global média de 4 °C conduza a elevações bem maiores em algumas regiões, podendo chegar a 8 °C no Himalaia e a 15 °C no Ártico. Jim Yong Kim, presidente do Banco Mundial, prefaciando o relatório especial Reduzir o calor: por quê precisamos evitar um mundo 4 ºC mais quente, produzido sob os auspícios do banco e que estudou as perspectivas de um aquecimento de 4 °C, disse:
"Este relatório demonstra o que o mundo seria se esquentasse 4 ºC, nível que os cientistas estão quase em unanimidade prevendo para ser alcançado até o fim do século se não ocorrerem sérias mudanças na política. Os cenários de 4 ºC são devastadores: inundação das cidades costeiras; riscos aumentados para a produção de alimentos, potencialmente levando a um aumento nas taxas de má nutrição; muitas regiões secas se tornarão mais secas ainda, e regiões úmidas, ainda mais úmidas; ondas de calor sem precedentes em muitas regiões, especialmente nos trópicos; escassez de água substancialmente exacerbada em muitas regiões; aumento na frequência de tempestades tropicais de grande intensidade, e perda irreversível de biodiversidade, incluindo sistemas de recifes de coral. Mais importante do que isso, o mundo a 4 ºC será tão diferente do nosso que haverá novos riscos ameaçando nossa capacidade de antecipar e planejar as futuras necessidades de adaptação. [...] Um mundo 4 °C mais quente apresentará para a humanidade desafios jamais vistos. E fica claro que danos e riscos em escala local e global provavelmente acontecerão bem antes deste nível de aquecimento ser atingido. [...] Simplesmente não podemos permitir que a projetada elevação de 4 °C aconteça".
Quaisquer atividades humanas ao ar livre serão seriamente prejudicadas sob altas temperaturas. Temperaturas acima de 35 °C perdurando por longos períodos produzem hipertermia porque a dissipação do calor corporal se torna ineficiente. Com uma elevação de 6 °C na temperatura média global a capacidade de trabalho das pessoas em geral cairia para 40% nos meses mais quentes, e o estresse térmico em Nova Iorque, por exemplo, seria superior ao encontrado atualmente em qualquer outra cidade do mundo. Temperaturas elevadas também agravam doenças preexistentes, aumentam o risco de doenças mentais e emocionais, de surtos de violência, de mortalidade em geral e mesmo o risco de suicídio. Segundo a OMS, o aquecimento vai ser causa de 250 mil mortes por ano em 2050. Um aquecimento global de 11 a 12 °C acima dos níveis pré-industriais tornaria inabitável a maior parte das regiões habitadas atualmente. Se esse processo ativar múltiplos mecanismos de autorreforço e uma mudança abrupta no sistema climático, não está descartada a possibilidade de se chegar, ao longo de alguns séculos, a um aquecimento de até 20 °C. Mesmo com níveis menores que este a sobrevivência da própria humanidade no longo prazo poderia ficar inviabilizada.

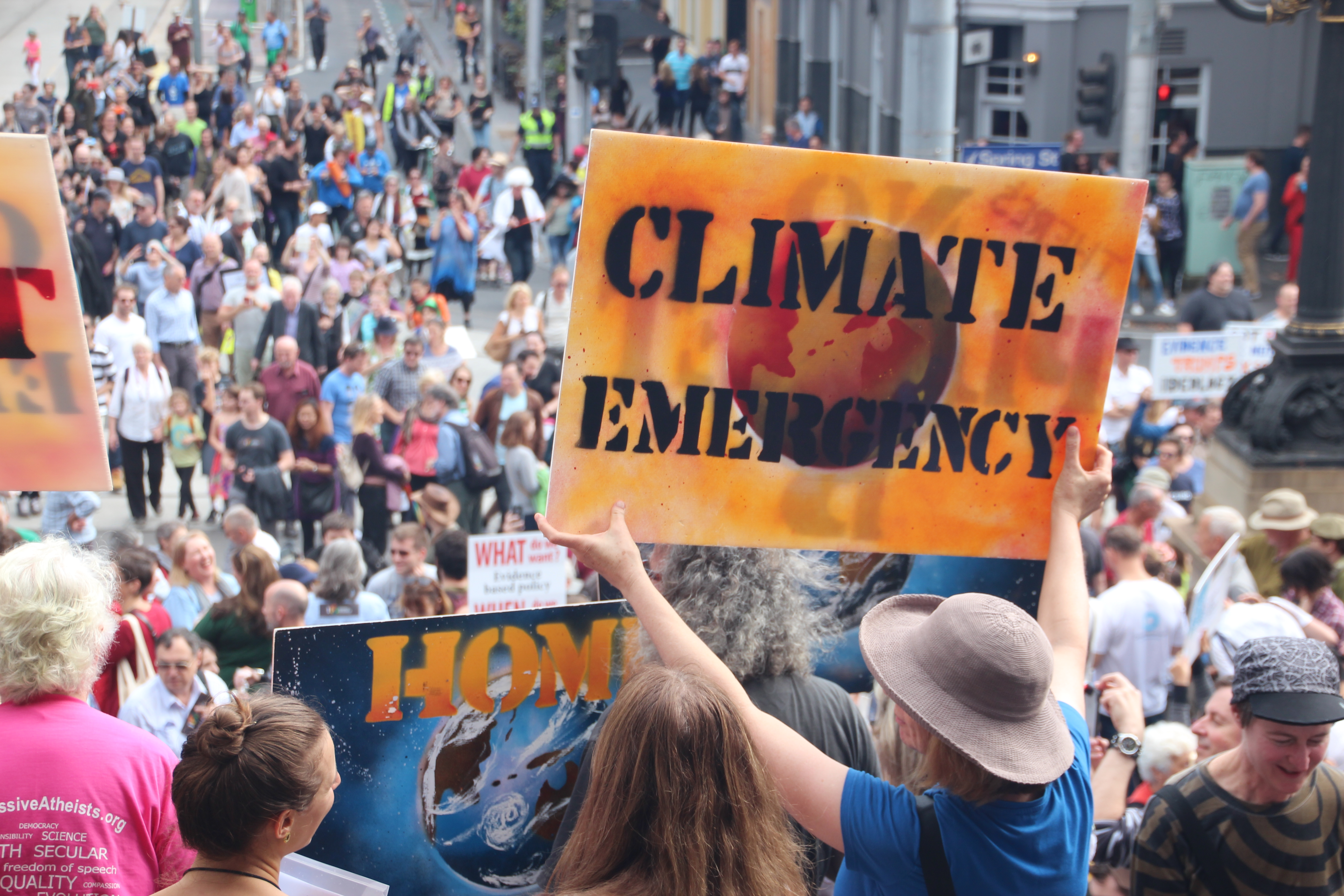
“Emergência climática” escrita em um cartaz na Marcha pela Ciência em Melbourne, Austrália, em 22 de abril de 2017.

Em 2015 as nações concordaram em assinar o Acordo de Paris, que pretende manter o aquecimento global abaixo dos 2 °C, preferencialmente em torno de 1,5 °C, a fim de evitar os efeitos de um aquecimento descontrolado. Contudo, é um consenso entre os cientistas que as metas de emissão estabelecidas no acordo serão insuficientes para que a meta de temperatura seja atingida. Manter o aquecimento em torno de 1,5 °C exigirá uma redução nas emissões globais na ordem de 45% até 2030, e precisam cair a zero até 2050. Nas palavras de James Hansen, um dos principais climatologistas do mundo, "parece implausível que a humanidade não vá alterar seu caminho energético à medida que as consequências da queima de combustíveis fósseis se tornarem mais claras. Porém, as fortes evidências a respeito dos perigos da mudança climática induzida pelo homem tiveram até agora pouco efeito. Se os governos forem tão tolos a ponto de continuar permitindo ou encorajando o uso de todas as reservas de combustíveis fósseis isso pode decretar o destino da humanidade". António Guterres, secretário-executivo das Nações Unidas, disse que a humanidade agora está "à beira do abismo". Ou acata as conclusões da ciência e se movimenta com rapidez em direção à sustentabilidade, ou "nos arriscamos a perder a oportunidade de evitar um aquecimento descontrolado, com consequências desastrosas para as pessoas e os sistemas naturais que nos sustentam". Em 2018 Petteri Taalas, secretário-geral da Organização Meteorológica Mundial, declarou que a tendência apontada pelos estudos mais recentes é chegarmos ao ano 2100 com 3 a 5 °C acima da média atual, e que se os combustíveis fósseis forem completamente explorados as temperaturas subirão muito mais. Lembrou que os termos do Acordo de Paris não são suficientes para enfrentar todo o problema, pois mesmo se todos os países cumprirem as metas combinadas de redução de emissões, o aquecimento ainda vai superar muito o desejado máximo de 1,5 °C, mas afirmou, como já fizeram muitos outros estudos e autoridades, que existem os meios tecnológicos e econômicos necessários para evitar o pior, bastando haver vontade para aplicá-los.